# Kemacher
Der Kemacher (2480 m ü. A.) ist ein Gipfel der Nordkette nördlich von Innsbruck.
Der Kemacher wird meist von Osten als höchster Punkt des Innsbrucker Klettersteigs überschritten. Von der Bergstation der Nordkettenbahn am Hafelekar ist er in etwa 2,5 h erreichbar.